# Sant'Angelo del Pesco
Sant'Angelo del Pesco é uma comuna italiana da região do Molise, província de Isérnia, com cerca de 416 habitantes. Estende-se por uma área de 15 km², tendo uma densidade populacional de 28 hab/km². Faz fronteira com Borrello (CH), Capracotta, Castel del Giudice, Gamberale (CH), Pescopennataro, Pizzoferrato (CH), Quadri (CH).

## Demografia
| Variação demográfica do município entre 1861 e 2011                               |
|                                                                                   |
| Fonte: Istituto Nazionale di Statistica (ISTAT) - Elaboração gráfica da Wikipedia |